# Emil Abderhalden

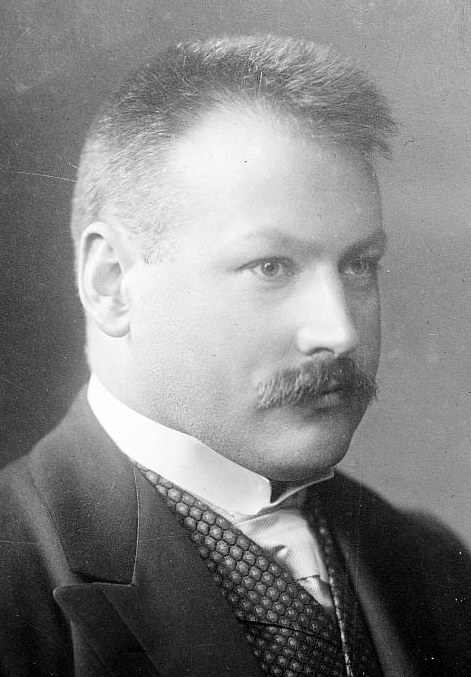
Emil Abderhalden

Emil Abderhalden (Oberuzwil (Sankt Gallen), 9 maart 1877 - Zürich, 5 augustus 1950) was een Zwitserse biochemicus en fysioloog die studeerde aan de universiteit van Bazel en ontving zijn doctorstitel in 1902. 
Hij studeerde in het laboratorium van Emil Fischer en werkte aan de Universiteit van Berlijn. In 1911 verhuisde hij naar de Universiteit van Halle waar hij les gaf in fysiologie. Van 1931 tot 1950 was hij voorzitter van de Duitse Academie van Natuurwetenschappers Leopoldina. Hij onderzocht ijzeropname in het bloed. Al doende ontdekte hij een methode om vroegtijdig zwangerschap en kanker vast te stellen (reactie van Abderhalden). Naderhand bleek dat de zwangerschapstest niet goed werkte. Naar aanleiding hiervan werd Abderhalden fraude aangerekend. Verder is hij de uitvinder van het droogpistool van Abderhalden, dat in staat is om gesynthetiseerde producten te drogen bij hogere temperaturen dan bijvoorbeeld in een desiccator. Er is bewijs dat Abderhalden tijdens zijn voorzitterschap van Leopoldina de nazi's hielp door ervoor te zorgen dat de lidmaatschap van Joodse leden van de academie werd beëindigd.